# Pozostałe przychody operacyjne
Pozostałe przychody operacyjne – w myśl ustawy o rachunkowości z dnia 29 września 1994 r. (art. 3, ust. 1, pkt. 32) rozumiemy przez to przychody związane pośrednio z działalnością operacyjną jednostki, a w szczególności przychody związane:
- z działalnością socjalną;
- ze zbyciem środków trwałych, środków trwałych w budowie, wartości niematerialnych i prawnych, a także z utrzymywaniem i zbyciem nieruchomości oraz wartości niematerialnych i prawnych, zaliczanych do inwestycji;
- z odpisaniem zobowiązań przedawnionych, umorzonych, nieściągalnych, z wyjątkiem zobowiązań o charakterze publicznoprawnym nieobciążających kosztów;
- z rozwiązaniem rezerw, z wyjątkiem rezerw związanych z operacjami finansowymi;
- z odpisami aktualizującymi wartość aktywów i ich korektami, z wyjątkiem odpisów obciążających koszty wytworzenia sprzedanych produktów lub sprzedanych towarów, koszty sprzedaży lub koszty finansowe;
- z otrzymanymi odszkodowaniami, karami i grzywnami;
- z otrzymaniem nieodpłatnie, w tym w drodze darowizny, aktywów, w tym także środków pieniężnych na cele inne niż nabycie lub wytworzenie środków trwałych, środków trwałych w budowie albo wartości niematerialnych i prawnych.